# کمپلکس ام‌آرایکس
کمپلکس ام‌آرایکس (انگلیسی: MRX complex) یک مولکول ترکیبی متشکل از ۳ پروتئین به نام‌های MRE11A، Rad50 و Xrs2 است. این مولکول پیچیده، هم‌ساختِ کمپلکسِ ترمیمِ آسیب دی‌ان‌ای پستانداران (موسوم به کمپلکس ام‌آران) در مخمر جوانه‌زن است.

## ترمیم شکستگی دی‌ان‌ای دو رشته‌ای
سلول‌ها می‌توانند با استفاده از فرآیندی به نام نوترکیبی هم‌ساخت، شکستگی‌های دو رشته‌ای دی‌ان‌ای را به‌طور دقیق ترمیم کنند. با این فرایند، اطلاعات توالی دی‌ان‌ای که به دلیل شکستگی از بین رفته است را می‌توان از مولکول دی‌ان‌ای هم‌ساخت دوم بازیابی کرد. ترمیم از طریق نوترکیبی هم‌ساخت جهت ترمیم آسیب دی‌ان‌ای در طول میتوز و میوز اهمیت دارد. کمپلکس ام‌آرایکس یکی از مولکول‌های مهم این فرایند در ساکارومایسس سرویزیه است.